# Platycnemis agrioides
Platycnemis agrioides är en trollsländeart som beskrevs av Friedrich Ris 1915. Platycnemis agrioides ingår i släktet Platycnemis och familjen flodflicksländor. IUCN kategoriserar arten globalt som nära hotad. Inga underarter finns listade i Catalogue of Life.